# Independencia (linea C metropolitana di Buenos Aires)
Independencia è una stazione della linea C della metropolitana di Buenos Aires.
Si trova sotto calle Bernardo de Irigoyen, nel tratto compreso tra avenida Independencia e calle Estados Unidos, al confine tra i barrios di Monserrat e Constitución. È un'importante stazione di scambio e permette l'accesso all'omonima stazione della linea E.
La stazione è stata proclamata monumento storico nazionale il 16 maggio 1997.

## Storia
La stazione è stata inaugurata il 9 novembre 1934, quando fu aperto al traffico il primo segmento della linea C compreso tra Diagonal Norte e Constitución. Gli interni sono decorati con due murali di ceramiche realizzate nel 1934 dall'azienda spagnola Hijos de Ramos Rejano.

## Interscambi
Nelle vicinanze della stazione effettuano fermata diverse linee di autobus urbani ed interurbani.
- Fermata metropolitana (Independencia, linea E)
- Fermata autobus

## Servizi
La stazione dispone di:
- Biglietteria a sportello
- Biglietteria automatica